# Ganiec
Ganiec [ˈɡaɲet͡s] (tiếng Đức: Gahnz)  là một ngôi làng thuộc khu hành chính của Gmina Kamień Pomorski, thuộc quận Kamień, West Pomeranian Voivodeship, ở phía tây bắc Ba Lan. Nó nằm khoảng 11 kilômét (7 mi) về phía đông nam của Kamień Pomorski và 56 km (35 mi) phía bắc thủ đô khu vực Szczecin.
Trước năm 1945, khu vực này là một phần của Đức. Đối với lịch sử của khu vực, xem Lịch sử của Pomerania.
Làng có dân số 10 người.